# DDR-Rundfahrt 1951

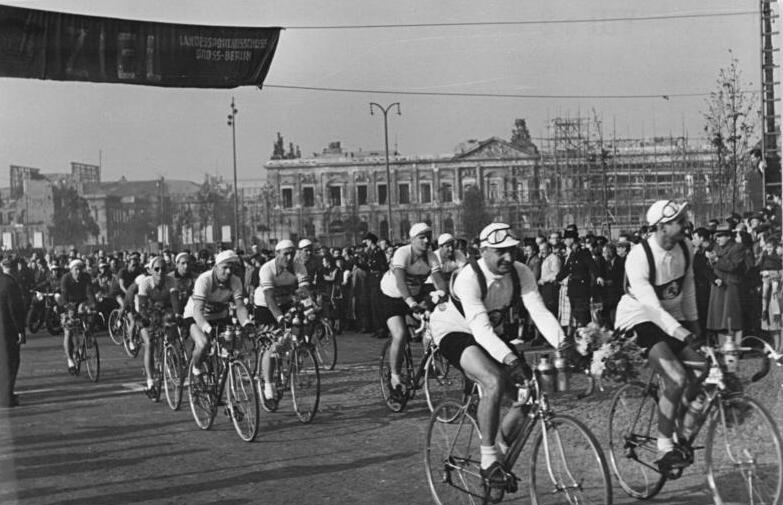
Rundfahrtstart in Berlin, Marx-Engels-Platz

Die DDR-Rundfahrt 1951 war das dritte Etappenrennen dieser Art und wurde vom 3. bis 14. Oktober durchgeführt. Ursprünglich sollte sie im September mit zwölf Etappen durchgeführt werden, musste aber aus organisatorischen Gründen zeitlich verlegt und um zwei Etappen gekürzt werden. Das Rennen trug den Titel „Friedensfahrt der Nationen“.
Rundfahrt-Gewinner wurde Bernhard Wille aus Eisleben.

## Teilnehmer
An der DDR-Rundfahrt 1951 nahmen 78 Rennfahrer teil, aufgeteilt in 16 Mannschaften. Das Mannschaftsgefüge hatte sich gegenüber den Vorjahren erheblich verändert, es traten diesmal internationale Teams aus der Tschechoslowakei und aus Ungarn an, eine DDR-Nationalmannschaft war gebildet worden und die übrigen DDR-Fahrer fuhren für die neu gebildeten Sportvereinigungen (SV). Zu den Nationalmannschaften gehörten jeweils sechs Aktive, während die Sportvereinigungen jeweils vier Fahrer entsandt hatten.
Erstmals startete der noch unbekannte „Täve“ Schur bei dieser Landesrundfahrt, die er mit einem ausgezeichneten 4. Platz abschloss.
Erst im Folgemonat siegte er bei „Rund um Berlin“ und machte dadurch auf sich aufmerksam.
Folgende Mannschaften bildeten das Fahrerfeld:
| - DDR-Nationalmannschaft - Tschechoslowakei (ČSR) - Ungarn I und II - SV Aktivist - SV Aufbau - SV Chemie - SV Einheit I und II | - SV Lokomotive - SV Motor I und II - SV Rotation - SV Stahl - SV Turbine - SV Wismut |

## Streckenverlauf
Die Gesamtstrecke war 1717 Kilometer lang und begann und endete in Berlin. Sie war in zehn Etappen gegliedert und berührte alle fünf DDR-Länder. Die Startetappe von Berlin nach Stralsund war mit 237 Kilometern zugleich der längste Tagesabschnitt, während die Fahrer auf der dritten Etappe von Schwerin nach Stendal mit 133 Kilometern die kürzeste Distanz zurückzulegen hatten. Zwischen Leipzig und Zittau waren drei Bergetappen zu bewältigen.

## Rennverlauf
Die Rundfahrt verlief sowohl in der Einzel- als auch in der Mannschaftswertung überraschend, denn die Favoriten wurden den Erwartungen nicht gerecht. Bei der Einzelentscheidung hatte man mit dem Ungarn Béla Bartusek und den DDR-Fahrern mit Lothar Meister I, Heinz Gleinig und Werner Weber gerechnet. Von ihnen kamen nur Gleinig (6.) und Weber (10.) unter die ersten Zehn. Bei den Nationalteams hatte man einen Zweikampf zwischen der DDR und der Tschechoslowakei gerechnet, am Ende lag Ungarn I mit klarem Vorsprung vor der DDR.
Überraschungssieger in der Einzelwertung wurde Bernhard Wille von der Sportvereinigung Aktivist mit einer Minute Vorsprung vor dem Ungarn Pál Kucsera. Wille profitierte von der guten Teamarbeit der Aktivist-Fahrer und gewann zunächst die zweite Etappe. Erst auf der sechsten Etappe erkämpfte er sich das Gelbe Trikot des Spitzenreiters, das er bis zum Ziel in Berlin verteidigen konnte. Er begann den sechsten Tagesabschnitt auf Platz 17 liegend mit einem Rückstand von über drei Minuten zum führenden Ungarn Lajos Szabó, konnte diesen aber mit einem achten Platz fünf Minuten abnehmen und überflügelte gleichzeitig alle noch vor ihm liegenden Fahrer. Auf den restlichen Etappen wurde der Tscheche Kněžourek Willes härtester Konkurrent, dieser konnte aber die Zeitdifferenz von einer Minute bis zum Schluss halten.
Auch in der SV-Wertung gab es mit der Sportvereinigung Aktivist einen unerwarteten Sieger, als Favoriten waren die Mannschaften der Sportvereinigungen Einheit und Motor ins Rennen gegangen. Mit Wille und Dieter Köhler (5.) hatte das Aktivist-Team jedoch zwei herausragende Fahrer in seinen Reihen, zudem glänzte die Mannschaft mit taktisch klugem Fahren. Am Schluss lag die SV Aktivist neun Minuten vor der favorisierten SV Einheit I, während der zweite Favorit SV Motor I nur auf Platz fünf einkam.
| Etappe | Start – Ziel         | Länge (km) | Sieger            | Mannschaft    | Zeit (h) | km/h |
| ------ | -------------------- | ---------- | ----------------- | ------------- | -------- | ---- |
| 1      | Berlin – Stralsund   | 237        | Werner Weber      | SV Motor      | 6:24:16  | 36,9 |
| 2      | Stralsund – Schwerin | 163        | Bernhard Wille    | SV Aktivist   | 4:26:39  | 36,7 |
| 3      | Schwerin – Stendal   | 133        | Béla Bartusek     | Ungarn I      | 3:39:26  | 36,2 |
| 4      | Stendal – Wittenberg | 149        | Heinz Gleinig     | SV Einheit    | 4:21:31  | 34,2 |
| 5      | Wittenberg – Leipzig | 162        | Stanislav Svoboda | CSR           | 4:49:38  | 33,4 |
| 6      | Leipzig – Erfurt     | 180        | Jan Kněžourek     | CSR           | 5:02:12  | 35,6 |
| 7      | Erfurt – Chemnitz    | 185        | Béla Bartusek     | Ungarn I      | 6:22:35  | 29,1 |
| 8      | Chemnitz – Zittau    | 164        | Alfred Gothe      | SV Lokomotive | 5:07:00  | 31,8 |
| 9      | Zittau – Cottbus     | 154        | Stanislav Svoboda | CSR           | 4:22:21  | 35,1 |
| 10     | Cottbus – Berlin     | 190        | Karel Nesl        | CSR           | 5:01:16  | 37,6 |

## Endergebnisse
|     | Fahrer             | Mannschaft       | Zeit (h) |
| --- | ------------------ | ---------------- | -------- |
| 01. | Bernhard Wille     | SV Aktivist      | 50:13:16 |
| 02. | Pál Kucsera        | Ungarn I         | 50:14:36 |
| 03. | Lajos Szabó        | Ungarn I         | 50:15:15 |
| 04. | Gustav-Adolf Schur | SV Aufbau        | 50:16:19 |
| 05. | Dieter Köhler      | SV Aktivist      | 50:17:58 |
| 06. | Heinz Gleinig      | SV Einheit I     | 50:18:51 |
| 07. | Werner Gallinge    | DDR              | 50:20:04 |
| 08. | Tibor Vida         | Ungarn I         | 50:20:14 |
| 09. | Jan Kněžourek      | Tschechoslowakei | 50:20:25 |
| 10. | Werner Weber       | SV Motor I       | 50:20:36 |
| 11. | Rudi Kirchhoff     | DDR              | 50:20:39 |
| 12. | Rudi Pietsch       | SV Einheit I     | 50:21:31 |
| 13. | Bernhard Trefflich | DDR              | 50:22:09 |
| 14. | Lothar Meister I   | DDR              | 50:22:29 |
| 15. | Béla Bartusek      | Ungarn I         | 50:25:05 |
| 16. | Fritz Funke        | SV Wismut        | 50:28:43 |
| 17. | Horst Gaede        | DDR              | 52:32:42 |
| 18. | Werner Malitz      | SV Einheit I     | 50:34:30 |
| 19. | Kurt Hünerbein     | SV Aufbau        | 50:37:57 |
| 20. | Alfred Gothe       | SV Lokomotive    | 50:41:28 |
| 0 … |                    |                  |          |
| 54. | Erich Schulze      | SV Chemie        |          |

|                                   | Mannschaft                             | Zeit (h)  |
| --------------------------------- | -------------------------------------- | --------- |
| Länderwertung (3 Fahrer gewertet) |                                        |           |
| 01.                               | Ungarn I                               | 150:50:05 |
| 02.                               | DDR                                    | 151:03:22 |
| 03.                               | Tschechoslowakei                       | 152:13:29 |
| 0                                 |                                        |           |
| SV-Wertung (2 Fahrer gewertet)    |                                        |           |
| 01.                               | SV Aktivist                            | 100:32:14 |
| 02.                               | SV Einheit I                           | 100:41:22 |
| 03.                               | SV Aufbau                              | 100:54:16 |
| 04.                               | SV Lokomotive                          | 101:43:15 |
| 05.                               | SV Motor I                             | 101:57:00 |
| 06.                               | SV Chemie                              | 102:55:56 |
| 07.                               | SV Wismut                              | 103:08:54 |
| 08.                               | SV Motor II                            | 103:31:08 |
| 09.                               | SV Rotation                            | 104:08:43 |
| 10.                               | SV Stahl                               | 105:23:34 |
| 11.                               | SV Turbine                             | 105:23:34 |
|                                   | ausgeschieden: Ungarn II SV Einheit II |           |